# Acsmithia pubescens
Acsmithia pubescens är en tvåhjärtbladig växtart som först beskrevs av Renato Pampanini, och fick sitt nu gällande namn av R.D. Hoogland. Acsmithia pubescens ingår i släktet Acsmithia och familjen Cunoniaceae. Inga underarter finns listade i Catalogue of Life.